# Aris FC
Aris A.S. (Grekiska:  Aρης) är en sportklubb i Grekland som fått namnet efter den grekiska krigsguden med samma namn (Sv. Ares).
AS Aris är en av de största grekiska idrottsklubbarna, med Thessaloniki som hemmaplan. Klubben har sektioner på proffsnivå inom fotboll (Aris FC), basket (Aris BC), volleyboll (Aris-volley), medan de andra sektionerna tillhör amatörorganisationen AS Aris Thessaloníki, som även ses som modern till alla sektioner inom föreningen.
Aris namn kommer från Ares, som var krigets, ursinnets och det besinningslösa våldets gud i grekisk mytologi. Gud Ares är också förknippad med modet och maskuliniteten, som porträtt i Ludovisi Ares skulptur.
Kleanthis Vikelidis var en legendarisk fotbollsspelare för laget och Aris hemmaarena är uppkallad efter honom.

## Historia
Aris grundades som idrottsförening i Thessaloniki den 25 mars 1914 och var den första grekiska klubben som grundades efter stadens befrielse från turkarna.
För att visa den grekiska karaktären i föreningen valde grundarna att den riktiga dagen för grundandet ska vara den 25 mars, nationaldagen.

Grundarna var: Aggelou Jannis, Agorastos Lazaros, Vlachopoulos Lazaros, Kotrotsis Dimitris Kreis Petros, Kydonakis Minos, Kostidis Lazaros, Lamprou Giorgos, Karagiannidis Tilemachos, Papageorgiou Thanasis, Pliatsikas Jannis, Rossiadis Roussos, Salousto Karolos, Tsiatsiapas Tasos och Kotsanos Prodromos.
Fotbollssektionen var föreningens första och grundades 1914 men 1:a världskriget och Mindre Asien-katastrofen tvingade Aris att spela sin första match i mars 1923 mot Megas Alexandros, en match som avbröts när Aris ledde med 5-0. Aris vann sitt första mästerskap i Thessaloniki, den lokala ligan, 1923, och upprepade bedriften 1924. När Paok grundades 1926 använde även de gulsvart, som Aris. Senare, efter en match som Aris vann med 5-2, (9/8/1925) och tvingades den konstantipoliska klubben att byta från gult till vitt. Fram till grundandet av Nationella ligan 1959 van Aris 14 lokala mästerskap (i Thessaloniki), 4 nordgrekiska mästerskap och 3 ligamästerskap där man vann över liknande vinnare av mästare i Athen och Pireus.
Samtidigt hade laget 4 medverkan i grekiska cupen, utan att lyckas vinna titeln.

### 1920-talet
År 1923 vann Aris det första mästerskapet i Thessaloniki. Aris spelade mot Iraklis Thessaloniki FC (1-0), Megas Alexandros, Max Nordau och Efort Sportiv och vann över alla.
Säsongen 1923-24 vann Aris mästerskapet igen, efter ha vunnit över Megas Alexandros (3-0) och Iraklis (4-1). Nästa säsong anordnades inget mästerskap.
Aris var den första grekiska fotbollsklubben som spelade en vänskapsmatch mot ett utländskt lag, Omladina Bitola (nu Pelister FK), 2 november 1924. Aris vann med 5-0. Aris spelade också en vänskapsmatch på Bitola och Omladina vann med 2-1. Aris blev den första grekiska fotbollsklubben som spelade utomlands.
1926 erövrade Aris sin tredje mästerskapsvinst i Thessaloniki, obesegrade.
Det första större framgången kom säsongen 1927-28. I mästerskapets slutfas spelade Aris mot Ethnikos Piraeus och Atromitos Athens och vann sitt första grekiska mästerskap. Aris chefstränare var tysken Tomas Kesler och framstående fotbollsspelare var Kostas Vikelidis, Savvas Vogiatzis and Nikos Aggelakis.
Nästa säsong spelades inte det grekiska mästerskapets slutfas, men Aris vann Thessalonikismästerskapet, efter att ha spelat två matcher mot PAOK. Aris ledde den sista matchen med 4-3, Nikos Aggelakis gjorde 3 mål.
20 april 1929 spelades den första vänskapsmatchen mellan Aris och Panathinaikos, de "gula" vann med 5-4.

### 1930-talet
Aris vann Thessaloniki mästerskapet år 1930.
År 1931, avbröts Thessaloniki och andra lokala mästerskap för att initiera det första grekiska mästerskapet. Aris sluttade på den andraplatsen.
1932 vann Aris sitt andra mästerskapet, fyra år efter sitt första masterskapet. Samma år initierades den grekiska cupen. Aris spelade mot AEK i cupfinalen, med AEK ledde med 5-3. Aris förlorade chansen att bli den första lagen i Grekland att har vunit en "double".
1933 var Aris först i norragrekland-gruppen, men sluttade i den grekiska mästerskapts andraplatsen. Samma år spelade Aris i cupfinalen, men vann inte cupen.
1934 och 1935 avbröts mästerskapen för olika skäl. Båda säsonger var Aris den första lagen i norragrekland gruppen.
Säsongen 1935-36 sluttade Aris i fjerdeplatsen, efter Olympiakos, Panathinaikos och Apollon Athens.
1937, sluttade Aris på den tredje platsen. I april, spelade Aris olika vänskapsmatcher i Palestina, bland annat en match mot Macabbi Tel Aviv, som Aris vann med 1-3.
1938, var Aris första laget i Thessaloniki men i filafasen, förlorade Aris alla matchen mot Olympiakos och Apollon Athens.
Nästa säsongen Aris förlorade Thessalonikis masterskap för en poäng.

### 2010-talet

#### Cupfinalen iOAKAoch Europeisk framgång
Säsongen 2009-10, förstärktes Aris med viktiga fotbollsspelare, som Sebastián Abreu, Leandro Gracián och Christian Nasuti. Försäljningen av säsongbiljetter för den säsongen över 12 000. Efter en dålig början blev Héctor Raul Cúper Aris chefstränare. Med Cúper slutade Aris på fjärdeplats i mästerskapet och nådde den grekiska cupfinalen. Till cupfinalen reste fler än 25 000 supportrar från Thessaloniki till Aten för att se matchen.
I början av säsongen 2010-11 besegrade Aris Jagiellonia Białystok (2-2 hemma, 1-2 borta) och FK Austria Wien (1-0 hemma, 1-1 borta). Carlos Ruiz gjorde mål för Aris båda matcherna mot Austria Wien. I Uefacupens gruppfas spelade Aris mot förra årets cupvinnare Atlético Madrid, Rosenborg BK och Bayer 04 Leverkusen. Aris slutade på andra plats i gruppen, efter två vinster mot Atlético Madrid och en vinst mot Rosenborg BK. Aris skrev historia, inte bara för att vinna två gånger mot fjolårets cupvinnare, utan också för att vara det första grekiska laget som vann en bortamatch mot ett spanskt lag.

## Spelare

### Truppen
Uppdaterad trupp: 2024-08-18
| 23 | Spanien | Julián Cuesta | 28 mars 1991 | Wisla Krakow (-18)      |
| 20 | Sverige | Filip Sidklev | 12 mars 2005 | IF Brommapojkarna (-24) |

| 3  | Brasilien | Fabiano           | 18 november 1991 | Denizlispor (-21)    |
| 4  | Spanien   | Fran Vélez        | 23 juni 1991     | Al Fateh SC (-24)    |
| 14 | Tjeckien  | Jakub Brabec      | 6 augusti 1992   | Viktoria Plzen (-21) |
| 17 | Tjeckien  | Martin Frýdek     | 11 augusti 1990  | FC Luzern (-24)      |
| 18 | Spanien   | Valentino Fattore | 10 augusti 2001  | Sevilla (-23)        |
| 22 | Spanien   | Hugo Mallo        | 22 juni 1991     | Internacional (-24)  |
| 33 | Spanien   | Martín Montoya    | 14 april 1991    | Real Betis (-23)     |
| 92 | Mauritius | Lindsay Rose      | 8 februari 1992  | Legia Warszawa (-24) |

| 5  | Ecuador  | José Cifuentes  | 12 mars 1999      | Cruzeiro EC (-24)       |
| 6  | Spanien  | Manu García     | 2 januari 1998    | Sporting de Gijón (-22) |
| 8  | Spanien  | Monchu          | 13 september 1999 | Real Valladolid (-24)   |
| 16 | Tjeckien | Vladimír Darida | 8 augusti 1990    | Hertha Berlin (-23)     |
| 21 | Spanien  | Rubén Pardo     | 22 oktober 1992   | Leganés (-23)           |
| 24 | Kroatien | Domagoj Pavičić | 9 mars 1994       | Konyaspor (-23)         |
| 30 | Kamerun  | Jean Jules      | 23 april 1998     | Górnik Zabrze (-23)     |

| 7  | Danmark    | Pione Sisto              | 5 februari 1995  | Alanyaspor (-24)                |
| 9  | Costa Rica | Álvaro Zamora            | 9 mars 2002      | Deportivo Saprissa (-23)        |
| 10 | Grekland   | Ioannis Fetfatzidis      | 21 december 1990 | Al-Khor Sports Club (-24)       |
| 11 | Ecuador    | Kike Saverio             | 19 juni 1999     | RC Deportivo de La Coruña (-23) |
| 41 | Grekland   | Georgios Agorastos       | 1 maj 2001       | Aris FC                         |
| 77 | Grekland   | Michalis Panagidis       | 11 februari 2004 | Aris FC                         |
| 80 | Spanien    | Loren Morón              | 30 december 1993 | Real Betis (-23)                |
| 93 | Ryssland   | Magomed-Shapi Suleymanov | 16 december 1993 | FK Krasnodar (-23)              |
| 99 | Senegal    | Clayton Silverio Diandy  | 29 juni 2006     | Espoirs de Guédiawaye (-24)     |

### Utlånade spelare
| - Mirel Josa - Artur Lekbello - Kristi Vangjeli - Ronald García - Sanel Jahić - Márcio Amoroso - Ronaldo Guiaro - Marios Agathokleous - Marios Christodoulou - Ole Schoboe - Nicolas Diguiny - Francis Dickoh - Alekos Alexiadis - Anastasios Bakasetas - Kostas Chalkias - Angelos Charisteas - Nikos Christidis - Traianos Dellas - Vasilis Dimitriadis - Konstantinos Drampis - Giorgos Foiros - Kostas Frantzeskos - Christos Karkamanis - Savvas Kofidis | - Kostas Kolomitrousis - Dinos Kouis - Thomas Kyparissis - Takis Loukanidis - Dimitris Mavrogenidis - Konstantinos Mitroglou - Theodoros Pallas - Alketas Panagoulias - Giorgos Pantziaras - Avraam Papadopoulos - Petros Passalis - Michalis Sifakis - Nikos Tsiantakis - Kleanthis Vikelidis - Giorgos Zindros - Karim Ansarifard - Deividas Česnauskis - Joël Epalle - John Limniatis - Jurica Vranješ - Talal El Karkouri - Salaheddine Bassir - Said Chiba - Nery Castillo | - Igor Gluščević - Peter Etebo - Brown Ideye - Andrzej Iwan - Danilo Pereira - Oleg Veretenikof - Ismail Ba - Ricardo Faty - Ilija Ivić - Zoran Lončar - Ljubisa Milojevic - Juraj Buček - Jozef Majoroš - Raúl Bravo - Nasief Morris - Njogu Demba-Nyrén - Ulf Eriksson - Sundgren - Karlsson - Magnus Källander - Daniel Larsson - Yohan Benalouane - Mehdi Nafti - Sándor Gujdár | - Sebastián Abreu - Alejandro Lembo - Mario Regueiro - Freddy Adu - Eddie Johnson - Nagoli Kennedy - Gilbert Prilasnig |

| Säsong  | Cup            | Omgång                     | Klubb              | Land      | Resultat           |
| ------- | -------------- | -------------------------- | ------------------ | --------- | ------------------ |
| 1964-65 | Mässcupen      | Α΄                         | Roma               | Italien   | 0-0, 0-3           |
| 1965-66 | Mässcupen      | Α΄                         | Köln               | Tyskland  | 2-1, 0-2           |
| 1966-67 | Mässcupen      | Α΄                         | Juventus           | Italien   | 0-2, 0-5           |
| 1968-69 | Mässcupen      | Α΄                         | Hibernians         | Malta     | 1-0, 6-0           |
|         | Mässcupen      | Β΄                         | Ujpest             | Ungern    | 1-2, 1-9           |
| 1969-70 | Mässcupen      | Α΄                         | Cagliari           | Italien   | 1-1, 0-3           |
| 1970-71 | Cupvinnarcupen | Α΄                         | Chelsea            | England   | 1-1, 1-5           |
| 1974-75 | UEFA-cupen     | Α΄                         | Rapid Wien         | Österrike | 1-0, 1-3           |
| 1979-80 | UEFA-cupen     | Α΄                         | Benfica            | Portugal  | 3-1, 1-2           |
|         |                | Β΄                         | Perugia            | Italien   | 1-1, 3-0           |
|         |                | Γ΄                         | Saint-Étienne      | Frankrike | 3-3, 1-4           |
| 1980-81 | UEFA-cupen     | Α΄                         | Ipswich            | England   | 3-1, 1-5           |
| 1981-82 | UEFA-cupen     | Α΄                         | Sliema Wanderers   | Malta     | 4-0, 4-2           |
|         |                | Β΄                         | Lokeren            | Belgien   | 1-1, 0-4           |
| 1994-95 | UEFA-cupen     | Α΄                         | Hapoel Be'er Sheva | Israel    | 3-1, 2-1           |
|         |                | Β΄                         | Katowice           | Polen     | 1-0, 0-1 (3-4 str) |
| 1999-00 | UEFA-cupen     | Α΄                         | Servette           | Schweiz   | 1-1, 2-1           |
|         |                | Β΄                         | Celta Vigo         | Spanien   | 2-2, 0-2           |
| 2003-04 | UEFA-cupen     | Α΄                         | FC Zimbru Chişinău | Moldavien | 2-1, 1-1           |
|         |                | Β΄                         | Perugia            | Italien   | 1-1, 0-2           |
| 2004-05 | UEFA-cupen     | Α΄                         | Roma               | Italien   | 0-0, 1-5           |
| 2007-08 | UEFA-cupen     | Α΄                         | Real Zaragoza      | Spanien   | 1-0, 1-2           |
|         |                | Gruppspel                  | Röda Stjärnan      | Serbien   | 3-0 (hemma)        |
|         |                | Gruppspel                  | Bolton Wanderers   | England   | 1-1 (borta)        |
|         |                | Gruppspel                  | Braga              | Portugal  | 1-1 (hemma)        |
|         |                | Gruppspel                  | Bayern München     | Tyskland  | 0-6 (borta)        |
| 2008-09 | UEFA-cupen     | 2:a kvalificeringsomgången | Slaven Belupo      | Kroatien  | 1-0, 0-2           |

| - Mirel Josa - Artur Lekbello - Kristi Vangjeli - Ronald García - Sanel Jahić - Márcio Amoroso - Ronaldo Guiaro - Marios Agathokleous - Marios Christodoulou - Ole Schoboe - Nicolas Diguiny - Francis Dickoh - Alekos Alexiadis - Anastasios Bakasetas - Kostas Chalkias - Angelos Charisteas - Nikos Christidis - Traianos Dellas - Vasilis Dimitriadis - Konstantinos Drampis - Giorgos Foiros - Kostas Frantzeskos - Christos Karkamanis - Savvas Kofidis | - Kostas Kolomitrousis - Dinos Kouis - Thomas Kyparissis - Takis Loukanidis - Dimitris Mavrogenidis - Konstantinos Mitroglou - Theodoros Pallas - Alketas Panagoulias - Giorgos Pantziaras - Avraam Papadopoulos - Petros Passalis - Michalis Sifakis - Nikos Tsiantakis - Kleanthis Vikelidis - Giorgos Zindros - Karim Ansarifard - Deividas Česnauskis - Joël Epalle - John Limniatis - Jurica Vranješ - Talal El Karkouri - Salaheddine Bassir - Said Chiba - Nery Castillo | - Igor Gluščević - Peter Etebo - Brown Ideye - Andrzej Iwan - Danilo Pereira - Oleg Veretenikof - Ismail Ba - Ricardo Faty - Ilija Ivić - Zoran Lončar - Ljubisa Milojevic - Juraj Buček - Jozef Majoroš - Raúl Bravo - Nasief Morris - Njogu Demba-Nyrén - Ulf Eriksson - Sundgren - Karlsson - Magnus Källander - Daniel Larsson - Yohan Benalouane - Mehdi Nafti - Sándor Gujdár | - Sebastián Abreu - Alejandro Lembo - Mario Regueiro - Freddy Adu - Eddie Johnson - Nagoli Kennedy - Gilbert Prilasnig |

| Säsong  | Cup            | Omgång                     | Klubb              | Land      | Resultat           |
| ------- | -------------- | -------------------------- | ------------------ | --------- | ------------------ |
| 1964-65 | Mässcupen      | Α΄                         | Roma               | Italien   | 0-0, 0-3           |
| 1965-66 | Mässcupen      | Α΄                         | Köln               | Tyskland  | 2-1, 0-2           |
| 1966-67 | Mässcupen      | Α΄                         | Juventus           | Italien   | 0-2, 0-5           |
| 1968-69 | Mässcupen      | Α΄                         | Hibernians         | Malta     | 1-0, 6-0           |
|         | Mässcupen      | Β΄                         | Ujpest             | Ungern    | 1-2, 1-9           |
| 1969-70 | Mässcupen      | Α΄                         | Cagliari           | Italien   | 1-1, 0-3           |
| 1970-71 | Cupvinnarcupen | Α΄                         | Chelsea            | England   | 1-1, 1-5           |
| 1974-75 | UEFA-cupen     | Α΄                         | Rapid Wien         | Österrike | 1-0, 1-3           |
| 1979-80 | UEFA-cupen     | Α΄                         | Benfica            | Portugal  | 3-1, 1-2           |
|         |                | Β΄                         | Perugia            | Italien   | 1-1, 3-0           |
|         |                | Γ΄                         | Saint-Étienne      | Frankrike | 3-3, 1-4           |
| 1980-81 | UEFA-cupen     | Α΄                         | Ipswich            | England   | 3-1, 1-5           |
| 1981-82 | UEFA-cupen     | Α΄                         | Sliema Wanderers   | Malta     | 4-0, 4-2           |
|         |                | Β΄                         | Lokeren            | Belgien   | 1-1, 0-4           |
| 1994-95 | UEFA-cupen     | Α΄                         | Hapoel Be'er Sheva | Israel    | 3-1, 2-1           |
|         |                | Β΄                         | Katowice           | Polen     | 1-0, 0-1 (3-4 str) |
| 1999-00 | UEFA-cupen     | Α΄                         | Servette           | Schweiz   | 1-1, 2-1           |
|         |                | Β΄                         | Celta Vigo         | Spanien   | 2-2, 0-2           |
| 2003-04 | UEFA-cupen     | Α΄                         | FC Zimbru Chişinău | Moldavien | 2-1, 1-1           |
|         |                | Β΄                         | Perugia            | Italien   | 1-1, 0-2           |
| 2004-05 | UEFA-cupen     | Α΄                         | Roma               | Italien   | 0-0, 1-5           |
| 2007-08 | UEFA-cupen     | Α΄                         | Real Zaragoza      | Spanien   | 1-0, 1-2           |
|         |                | Gruppspel                  | Röda Stjärnan      | Serbien   | 3-0 (hemma)        |
|         |                | Gruppspel                  | Bolton Wanderers   | England   | 1-1 (borta)        |
|         |                | Gruppspel                  | Braga              | Portugal  | 1-1 (hemma)        |
|         |                | Gruppspel                  | Bayern München     | Tyskland  | 0-6 (borta)        |
| 2008-09 | UEFA-cupen     | 2:a kvalificeringsomgången | Slaven Belupo      | Kroatien  | 1-0, 0-2           |